# راسموس نيسن
راسموس كريستنسن (بالدنماركية: Rasmus Kristensen)‏ (11 يوليو 1997 في الدنمارك - ) هو لاعب كرة قدم دانمركي في مركز الدفاع. لعب مع أياكس أمستردام ونادي ميتييلاند.

## روابط خارجية
- راسموس نيسن على موقع الاتحاد الأوربي (الإنجليزية)
- راسموس نيسن على موقع قاعدة بيانات كرة القدم.إي يو (الإنجليزية)
- راسموس نيسن على موقع ناشيونال فوتبول تيمز (الإنجليزية)
- راسموس نيسن على موقع Soccerbase.com (لاعب) (الإنجليزية)
- راسموس نيسن على موقع Soccerway.com (الإنجليزية)
- راسموس نيسن على موقع عالم كرة القدم.نت (الإنجليزية)
- راسموس نيسن على موقع AS.com (الإسبانية)